# غزن (مقاطعة دالاهو)
غزن (بالفارسية: گزن) هي قرية تقع في كرمانشاه في إيران. يقدر عدد سكانها بـ 116 نسمة .